# Pratviel
Pratviel is een gemeente in het Franse departement Tarn (regio Occitanie) en telt 83 inwoners (2009). De plaats maakt deel uit van het arrondissement Castres.

## Geografie
De oppervlakte van Pratviel bedraagt 7,0 km², de bevolkingsdichtheid is dus 11,9 inwoners per km².
De onderstaande kaart toont de ligging van Pratviel met de belangrijkste infrastructuur en aangrenzende gemeenten.

## Demografie
Onderstaande figuur toont het verloop van het inwonertal (bron: INSEE-tellingen).